# Čtvrtý druh
Čtvrtý druh (orig. The Fourth Kind) je americký sci-fi thriller, stylizovaný jako paradokument, z roku 2009 od režiséra a scenáristy Olatundeho Osunsanmiho. Název filmu je odkazem na slavnou klasifikaci blízkých setkání s mimozemšťany od amerického učence Josefa Allena Hynka.
Film zobrazuje události, které se odehrávají v malém městečku na Aljašce s názvem Nome, ve kterém v uplynulých čtyřiceti letech došlo k záhadnému zmizení několika obyvatel. Navzdory mnohým ujištěním a návrhem obsaženým v obsahu filmu není možné s jistotou určit, zda je založen na faktech.
Přes otvírací víkend představoval prodej vstupenek v USA 12 231 160 dolarů.

## Děj
Dr. Abigail Tylerová se snaží vyrovnat se smrtí svého manžela a cestuje za prací se svou rodinou – včetně nevidomé dcery Ashley, která je od smrti manžela slepá, do města Nome na Aljašce. Při setkáních se svými pacienty se postupně odkryje několik detailů spojujících jejich příběhy. Brzy se začnou pacienti divně chovat, jeden z pacientů spáchá sebevraždu, dalšímu se ve stavu hypnózy zlomí vaz a její dcera zmizí za tajemných okolností. Zjišťuje, že má mnoho společného s příběhy svých pacientů.

## Obsazení
| Herec                 | Role                         | Vztah k příběhu                                  |
| --------------------- | ---------------------------- | ------------------------------------------------ |
| Milla Jovovich        | Dr. Abigail "Abbey" Tylerová | "rekonstruovaná" Abbey, psychiatrička            |
| Charlotte Milchard    | Dr. Abigail Tylerová         | "pravá" Abbey, objevuje se autentických záběrech |
| Elias Koteas          | Dr. Abel Campos              | přítel Dr. Tylerové, psychiatr                   |
| Will Patton           | August Thompson              | šerif                                            |
| Hakeem Kae-Kazim      | Dr. Awolowa Odusami          | lingvista                                        |
| Mia McKennová-Brucová | Ashley Tylerová              | nevidomá dcera Dr. Tylerové                      |
| Raphael Coleman       | Ronnie Tyler                 | syn Dr. Tylerové                                 |
| Julian Verge          | Will Tyler                   | zesnulý manžel Dr. Tylerové                      |

## Fakta
Dr. Abigail Tylerová nikdy v Nome nežila a existují pochybnosti o tom, zda vůbec někdo takový existuje. Co se tajemných zmizení lidí v Nome týče, aljašská oficiální databáze pohřešovaných udává do dnešního dne (19. 1. 2020) 39 pohřešovaných osob v Nome. Ovšem celkem udává tato databáze 1 200 pohřešovaných v celé Aljašce. Z toho vychází, že v Nome je vyšší koncentrace zmizení, než v jiných místech. Existuje zde ovšem faktor, který umožňuje tuto anomálii vysvětlit. Totiž, na Aljašce existují tzv. "suchá" a "vlhká" města. Většina měst je suchých a znamená to, že je v nich zakázán prodej alkoholu v barech, restauracích i obchodech. Ale několik měst, včetně Nome jsou vlhká, a tak jsou hojně navštěvovaná lidmi z okolních vesnic, kteří se přijeli opít, nebo nakoupit zásoby. Tudíž zvýšená koncentrace výskytu zmizení lidí se dá dost dobře vysvětlit zvýšenou koncentrací lidí, kteří ve městě nemají trvalé bydliště.